# Ahmad ibn Fadlan

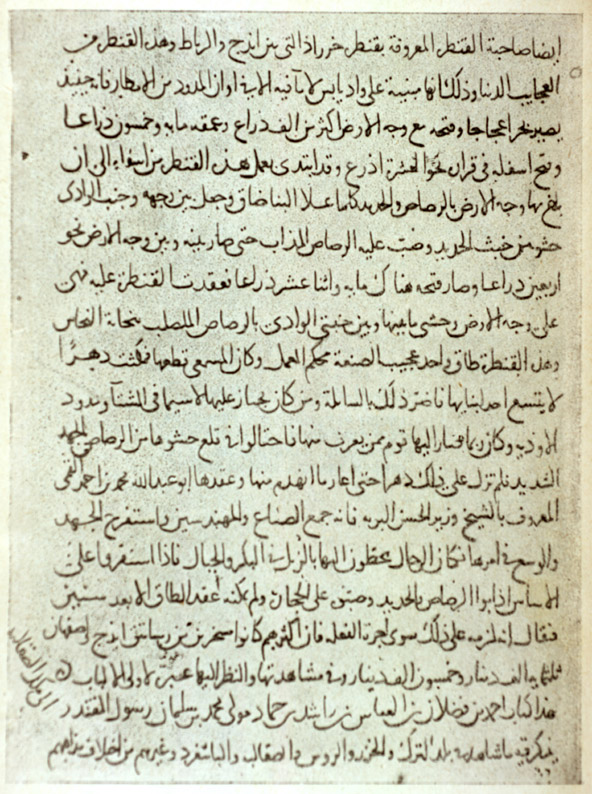
Sida från ibn Fadlans manuskript.

Ahmad ibn Fadlān ibn al-Abbās ibn Rašīd ibn Hammād, arabiska أحمد بن فضلان بن العباس بن رشيد بن حماد, var en arabisk resenär, krönikör och författare som levde och verkade på 900-talet. Han är framförallt känd för den reseberättelse han skrev efter att ha deltagit i ett diplomatiskt uppdrag för kalifen i Bagdad till volga-protobulgarernas kungar. I berättelsen finns bland annat tidiga ögonvittnesskildringar av ruser.

## Uppdraget
Ibn Fadlan var medlem i ett följe som skickades från Bagdad år 921 av kalifen al-Muqtadir till det Volgabulgariska riket. Volga-protobulgarerna hade konverterat till islam på 700 och 800-talet och kalifen ville att de skulle erkänna hans överhöghet och bland annat skulle kalifen bekosta ett fort åt den volgabulgariska kungen. Uppdraget misslyckades trots att sändebuden nådde fram eftersom de inte lyckades med finansieringen av bygget. Att kungen inte fick de utlovade pengarna ledde till att volga-protobulgarerna behöll malikiinriktningen på sin tro istället för att övergå till hanifiinriktningen som följdes i Bagdad.
Sändebuden lämnade Bagdad den 21 juni 921 och kom fram till volga-protobulgarerna den 12 maj 922 efter en lång och strapatsrik resa. Resan gick via Bukhara och Khwarezm söder om Aralsjön. De lovades fri lejd genom Oghuzernas område av en krigsherre, en kudarkin, men överfölls ändå av oghuzbanditer som de tvingades att betala lösen till. De övervintrade i Jurjaniya innan de fortsatte norrut över Uralfloden. Därifrån kom de fram till volga-protobulgarernas stad vid tre sjöarna på Volgafloden, norr om Samara. 
Efter ankomsten gjorde Ahmad ibn Faladin en resa längre norrut till en plats kallad Wisu där han gjorde flera iakttagelser av handeln mellan volga-protobulgarena och lokala finska komistammar.

## Mötet med ruserna
En stor del av Ahmad ibn Fadlans reseberättelse utgör en beskrivning av ruserna, i texten rūsiyyah eller روس. Dessa brukar identifieras med nordiska handelsresande vilket gör det till en tidig ögonvittnesskildring av ruser.
Enligt beskrivningen var ruserna ett handelsfolk som upprättat en marknadsplats i närheten av volgabulgarenas läger. Deras kroppar beskrivs som höga som palmträd med rödlätt hud och blont hår. Han beskriver också tatueringar från fingernaglarna till halsen med mörkblå eller gröna mönster som liknar träd eller andra figurer. Alla män är beväpnade med yxa, kniv och svärd.
Ahmad ibn Fadlan skildrar och förfasas över deras morgontoalett, där alla tvättar sig i samma vatten:
Varje dag tvättar de ansikte och huvud i det smutsigaste och snuskigast tänkbara vatten. Det går till så, att varje morgon kommer en slavinna med ett handfat vatten. Hon räcker det åt sin herre, och han tvättar händerna, ansiktet och håret och reder ut det med en kam i handfatet. Sedan snyter han sig och spottar i vattnet, ja, det finns inget snusk som han inte gör i samma vatten. När han har gjort ifrån sig sitt, bär slavinnan handfatet vidare till nästa och han gör detsamma som kamraten. Och så bär hon det vidare från den ene till den andre tills det gjort sin rund till alla i huset. Och var och en snyter sig och spottar i handfatet och tvättar däri ansikte och hår.
Han bevittnade också en förkristen hövdingabegravning som även den är en av få förkristna ritualer som har beskrivits av ett ögonvittne. Ibn Fadlan beskrev hur en av den avlidnes kvinnor frivilligt gick med på att låta sig dödas och begravas tillsammans med honom, en tradition som ruserna sannolikt hade upptagit från samtida slaver:
Strax därpå begynte männen slå med stavarna på sina sköldar, på det man icke skulle höra kvinnans skrik, som kunde avskräcka andra kvinnor från att en gång begära att dö tillsammans med sina herrar. Därpå trädde sex män in i tältet och lade kvinnan vid hennes herres sida. Två grepo henne vid fötterna, två vid händerna. Och den gamla, som kallas dödens ängel, lade ett snöre om hennes hals, lämnade det till två av männen, för att de skulle draga till, trädde själv fram till kvinnan med en bredbladig kniv och stötte den in mellan hennes revben, varpå hon åter drog ut den. Men de två männen kvävde henne med snöret, till dess hon gav upp andan.

## Manuskripten
Skildringen var länge endast känd som ett ofullständigt referat i den assyriske läromästaren Yaqut al-Hamawis geografiska verk under beskrivningen av floden Volga. År 1923 hittades en mera komplett utgåva av en turkisk historiker på ett museum i Mashhad i Iran. Manuskriptet är från 1200-talet och innehåller flera geografiska texter varav en är ett stort stycke från Ahmad ibn Fadlans reseberättelse. Det finns ytterligare fragment i den persiske geografen Amin Razis verk Haft Iqlīm från 1500-talet.